# هانا تو يومي
هانا تو يومي (باليابانية: 花とゆめ) (بالإنجليزية: Hana to Yume)‏ هي مجلة شوجو مانغا يابانية، تنشر في اليوم الخامس واليوم العشرين من كل شهر من قبل شركة هاكسينشا، صدر أول عدد في مايو 1974، وغالبا ما يطلق عليه اسم هانا يومي (花 ゆ め) . هذه المجلة بحجم B5، بحجم دفتر الهاتف تقريباً، ودائماً تأتي مع ملحقات المجانية مثل الأقراص المدمجة الدرامية ولوحات الكتابة ومختارات المانغا والأدوات المكتبية والتقاويم. احتلت المجلة المرتبة الرابعة من قبل الفتيات اليابانيات كمختارات مانغا المفضلة لديهن في استطلاع أجرته Oricon في عام 2006.

## عناوين سلاسل المانغا الحالية
- أكاتسكي نو يونا - ميزوهو كوساناغي
- ضوضاء مجهولة - ريوكو فوكوياما
- سكيب بيت - يوشيكي ناكامورا

## عناوين سلاسل المانغا السابقة
- أنا وأخي - ماريمو راغاوا
- سلة الفاكهة - ناتسوكي تاكايا
- أكاديمية أليس - تاتشيبانا هيغوتشي
- القناع الزجاجي - سوزي ميوتشي
- سوكيبان ديكا - شينجي وادا

## وصلات خارجية
الموقع الرسمي
هانا تو يومي على موقع ANN manga (الإنجليزية)